# اندیس تربت حیدریه
تربت حیدریه یک اندیس غیرفلزی است که در حوالی شهر مشهد استان خراسان قرار دارد و مادهٔ معدنی موجود در آن، عقیق است.  